# Stewart Butterfield
Daniel Stewart Butterfield (nacido Dharma Jeremy Butterfield ;  21 de marzo de 1973 ) es un hombre de negocios multimillonario canadiense, conocido por cofundar el sitio web para compartir fotos Flickr y la aplicación de mensajes en equipo Slack .
En 1973, Butterfield nació en Lund, Columbia Británica, de Norma y David Butterfield. Durante los primeros cinco años de su vida creció en una cabaña de troncos sin agua corriente ni electricidad. Su familia vivía en una comuna en el remoto Canadá después de que su padre huyó de Estados Unidos para evitar ser reclutado para la Guerra de Vietnam . Su familia se mudó a Victoria cuando Butterfield tenía cinco años. Cuando era niño, Butterfield aprendió por sí mismo a codificar y cambió su nombre a Stewart cuando tenía 12 años.
Butterfield se educó en la Escuela Universitaria St. Michaels en Victoria, Columbia Británica y ganó dinero en el diseño de sitios web universitarios. Recibió una licenciatura en filosofía de la Universidad de Victoria en 1996 y luego obtuvo una Maestría en Filosofía de Clare College, Cambridge en 1998.

## Carrera
En el año 2000, Butterfield y Jason Classon trabajaron juntos para crear una nueva empresa llamada Gradfinder.com. Tras la compra de Gradfinder.com, volvió a trabajar como diseñador web autónomo. Butterfield también hizo un concurso llamado 5K competition para gente que pudiera diseñar sitios web que ocuparan menos de 5 kilobytes de espacio.

### Ludicorp y Flickr
En el verano de 2002, cofundó Ludicorp con Caterina Fake y Jason Classon en Vancouver . Ludicorp desarrolló inicialmente un juego de rol multijugador masivo en línea llamado Game Neverending . Después de que el juego no se pudo iniciar, la compañía inició un sitio web para compartir fotos llamado Flickr. En marzo de 2005, Ludicorp fue adquirida por Yahoo!, donde Butterfield continuó como Gerente General de Flickr hasta que dejó Yahoo! el 12 de julio de 2008.

### Tiny Speck
En 2009, Butterfield cofundó una nueva empresa llamada Tiny Speck. Tiny Speck lanzó su primer proyecto, el juego multijugador masivo Glitch, el 27 de septiembre de 2011. Glitch se cerró más tarde debido a que no logró atraer a una audiencia lo suficientemente grande. El mundo del juego cerró el 9 de diciembre de 2012, pero el sitio web permaneció en línea. En enero de 2013, la compañía anunció que aprovecharía al máximo el arte del juego disponible bajo una licencia Creative Commons. El 9 de diciembre de 2014, un proyecto de fanáticos para relanzar Glitch bajo el nombre Eleven comenzó la prueba alfa. 

### Slack
En agosto de 2013, Butterfield anunció el lanzamiento de Slack, una herramienta de comunicación en equipo basada en mensajes instantáneos, creada por Tiny Speck mientras trabajaba en Glitch . Después de su lanzamiento público en febrero de 2014, la herramienta creció a un ritmo semanal del 5 al 10 %, con más de 120 000 usuarios diarios registrados en la primera semana de agosto. A principios de 2014, los datos del primer período de uso de seis meses de Slack mostraron que casi 16 000 usuarios se registraron sin ningún tipo de publicidad. 
Ese mismo año, Butterfield aseguró una oficina para los empleados de Slack en San Francisco y se esperaba que comenzara a contratar durante la segunda mitad del año. 
A diciembre de 2015, Slack había recaudado 340 millones de dólares estadounidenses en capital de riesgo y tenía más de 2 millones de usuarios activos diarios, de los cuales 570 000 eran clientes de pago.
Slack fue nombrado Inc. Compañía del año 2015 de la revista.
En junio de 2019, la compañía anunció su oferta pública inicial con un precio de apertura de $38,50 y una capitalización de mercado de $21,400 millones de dólares.
En diciembre de 2020, Salesforce confirmó planes para comprar Slack por 27.700 millones de dólares.
En diciembre de 2022, Butterfield anunció su salida como director ejecutivo de Slack y dejó Salesforce a principios de enero de 2023.

## Premios y honores
En 2005, Butterfield fue nombrado uno de los líderes "Top 50" de Businessweek  en la categoría de empresario. En el mismo año, también fue incluido en TR35, una lista recopilada por MIT en su publicación MIT Technology Review, como uno de los 35 mejores innovadores del mundo menores de 35 años. En 2006, fue incluido en "Time 100", la lista de la revista Time de las 100 personas más influyentes del mundo, y también apareció en la portada de la revista Newsweek.
En noviembre de 2008, Butterfield recibió el premio "Legacy Distinguished Alumni Award" de la Universidad de Victoria.
En 2015, Stewart fue nombrada Innovadora tecnológica del Wall Street Journal para 2015, galardonada como Fundadora del año de TechCrunch Crunchie, e incluida en Vanity Fair's New Establishment,  Advertising Age's Creative 50, and Details ' Listas de Mavericks digitales.
En mayo de 2017, apareció en Masters of Scale, una serie de podcasts de Reid Hoffman, cofundador de Linkedin, junto con otros empresarios exitosos como Mark Zuckerberg, John Elkann y Brian Chesky . En él, discutió la estrategia de escalamiento adoptada por Slack.

## Vida personal
Butterfield estuvo casado con Caterina Fake, su cofundadora de Flickr, desde 2001 hasta 2007.  Tienen una hija juntos, que nació en 2007. En mayo del 2019 se comprometió con Jennifer Rubio, cofundadora de Away Luggage.